# 山像かおり
山像 かおり（やまがた かおり、1963年2月27日 - ）は、日本の女優、声優。秋之 桜子（あきの さくらこ）名義で脚本家としても活動。フクダ&Co.所属。大阪府枚方市出身。夫は俳優の石田圭祐。

## 来歴
少女時代に憧れていた職業は絵本作家だったという。
大阪芸術大学中退。
文学座研究所第23期生。
1985年、舞台『事ありげな夏の夕暮れ』で初舞台。
元々は文学座で芝居に専念していたが、『ER緊急救命室』のスーザン・ルイス役のオーディションに受かって声優業を始める。
渡辺美佐と共に「羽衣1011（はごろもいちまるいちいち）」という企画集団を作り2人芝居などを展開している。SNS「mixi」では、本人が舞台の宣伝を行った。2012年1月からは松本祐子、奥山美代子と演劇集団「西瓜糖（すいかとう）」を結成している。
この時より「秋之 桜子（あきの さくらこ）」のペンネームで脚本を執筆するようになり、舞台やWebドラマ、映画などの脚本を手がけている。2010年、「猿」で第16回日本劇作家協会新人戯曲賞優秀賞を、2013年、「暗いところで待ち合わせ」の脚色でシアターグリーンBIGTREETHEATER賞を、それぞれ受賞。
2017年6月1日より文学座を退団し、フクダ&Co.に所属。

## 人物
父は元関西テレビディレクターで、演出家の逢坂勉（本名・山像信夫）。女優の野川由美子は義母にあたる。
4か5つの弟がおり、小さい時はいじめたおしていた。弟は山像から「人間は信じちゃいけない」と教わっていたこともあり、弟の作文には「お姉ちゃんは怒りんぼ」と書かれたことあったという。
趣味・特技はウィンドサーフィン。
座右の銘は「人間到る所、青山あり」。

## 出演
太字はメインキャラクター。

### テレビドラマ
- 土曜ワイド劇場「京都ぽんと町殺人なべ料理」（1988年、ABC）
- 花らんまん（1988年、YTV）※野川由美子と共演。
- 長七郎江戸日記 第2シリーズ 第41話「妻たちの仇討」（1989年、NTV） - ちさ
- はぐれ刑事純情派 第4シリーズ 第12話「新幹線で通う男 昼食難民殺人事件」（1991年、テレビ朝日）
- 火曜サスペンス劇場「女監察医・室生亜季子10・顔のない白骨死体」（1991年、NTV）※野川由美子と共演。
- 家栽の人 第7話「絆」（1993年、TBS）

### 映画
- テルマエ・ロマエ（2012年）

### 吹き替え

#### 担当女優
アシュレイ・ジャッド
- 恋する遺伝子（ジェーン・グドール）※VOD版
- コレクター（ケイト・マクティアナン）※ソフト版
- ダイバージェント（ナタリー・プライアー）
- ダブル・ジョパディー（リビー）※ソフト版

エミリー・ワトソン
- アンジェラの灰（アンジェラ・マッコート）
- ウォーター・ホース（アン・マクマロウ）
- ボクサー（マギー）
- レッド・ドラゴン（リーバ・マクレーン）※ソフト版

エンベス・デイヴィッツ
- 悪魔を憐れむ歌（グレタ・ミラノ）※ソフト版
- 13ゴースト（カリーナ）
- ドラゴン・タトゥーの女（アニカ・ジャンニーニ）
- バッド・デイ・ドライブ（ヘザー・ターナー）

シェリー・ストリングフィールド
- アンダー・ザ・ドーム シーズン2（ポーリーン・レニー）
- ER緊急救命室（スーザン・ルイス）
- CSI:14 科学捜査班 #8（ドーン・バンクス）

ジュリアン・ムーア
- ディア・エヴァン・ハンセン（ハイジ・ハンセン）
- ブギーナイツ（アンバー）
- マップ・トゥ・ザ・スターズ（ハヴァナ・セグランド）

ジュリエット・ビノシュ
- イングリッシュ・ペイシェント（ハナ）※ソフト版
- ゴースト・イン・ザ・シェル（オウレイ）
- GODZILLA ゴジラ（サンドラ・ブロディ）
- コズモポリス（ディディ・ファンチャー）
- サン・ピエールの未亡人（マダム・ラ）
- ショコラ（ヴィアンヌ）
- ニュールック（ココ・シャネル）
- パリ、ジュテーム（フロランス・ミュレール）

マリア・ベロ
- シークレット ウインドウ（エイミー・レイニー）
- ダークハウス（エリザベス・クライン）
- プリズナーズ（グレイス・ドーヴァー）※ソフト版

ローラ・リニー
- プロフェシー（コニー・マイルズ）※テレビ東京版
- ミスティック・リバー（アナベス・マーカム）
- 目撃（ケイト・ホイットニー）※ソフト版
- ライフ・オブ・デビッド・ゲイル（コンスタンス・ハラウェイ）
- ラブ・アクチュアリー（サラ）

ロビン・ライト
- エベレスト 3D（ピーチ・ウェザーズ）
- 誰よりも狙われた男（マーサ・サリヴァン）
- ホワイト・オランダー（スター・ト－マス）

#### 映画（吹き替え）
- RV（ジェイミー・マンロー〈シェリル・ハインズ〉）
- 愛さずにはいられない（イザベル〈サルマ・ハエック〉）
- アイドル ワイルド（エンジェル・ダヴェンポート〈ポーラ・パットン〉）
- 愛のめぐりあい（オルガ〈キアラ・カゼッリ〉）
- 悪魔の毒々モンスター 新世紀絶叫バトル（サラ）
- アサインメント（モーラ・ラミレス〈クローディア・フェリー〉）※テレビ朝日版
- アドベンチャー・ファミリー（パット・ロビンソン〈スーザン・D・ショウ〉）※NHK-BS2版
  - 続アドベンチャー・ファミリー 白銀を越えて（パット・ロビンソン〈スーザン・D・ショウ〉）※NHK-BS2版
- 穴/HOLES（所長〈シガニー・ウィーバー〉）
- アナとオットー（アナ〈ナイワ・ニムリ〉）
- アニバーサリーの夜に（サリー・ナッシュ〈ジェニファー・ジェイソン・リー〉）
- アベンジャーズ（エマ・ピール〈ユマ・サーマン〉）
- アマチュア（サマンサ・オブライエン〈ジュリアンヌ・ニコルソン〉[17]）
- ALI アリ（ベリンダ・アリ〈ノーナ・ゲイ〉）
- あるいは裏切りという名の犬（カミーユ・ヴリンクス〈ヴァレリア・ゴリノ〉）
- ある日、クイーンズで（アンジェラ〈ローリー・メトカーフ〉[18]）
- イン・アメリカ/三つの小さな願いごと（サラ・サリヴァン〈サマンサ・モートン〉）
- インサイダー（リアーン・ワイガンド〈ダイアン・ヴェノーラ〉）
- イントゥ・ザ・ストーム（アリソン〈サラ・ウェイン・キャリーズ〉）
- イン・ハー・シューズ（エイミー〈ブルック・スミス〉）
- インビジブル（ジャニス・ウォルトン〈メアリー・ランドル〉）※ソフト版
- ウーマン・イン・ブラック 亡霊の館（ジェネット・ハムフュ〈リズ・ホワイト〉）
- ウーマン・オン・トップ（イザベラ・オリヴェイラ〈ペネロペ・クルス〉）
- ヴァージン・ハンド（キャンディ・カウリー〈シャロン・ストーン〉）
- ヴァージン・フライト（ジュリー）
- ウィズ・ユー（グウェン・フランコヴィッツ〈メアリー・スチュアート・マスターソン〉）
- ウェルカム・トゥ・コリンウッド（ロザリンド〈パトリシア・クラークソン〉）
- ウォー・オブ・ザ・デッド（クリスティ）
- ウォーク・トゥ・リメンバー（シンシア・カーター〈ダリル・ハンナ〉）
- 運命の女（コニー・サムナー〈ダイアン・レイン〉）※ソフト版
- エアポート/トルネード・チェイサー（アンドレア〈ヴァレリー・ニーハウス〉）
- H ［エイチ］（チュ・ギョンスク）
- エイリアン2（エレン・リプリー〈シガニー・ウィーバー〉）※テレビ朝日2004年版
- エクスカリバー 聖剣伝説（モーガン・ル・フェイ〈ヘレナ・ボナム＝カーター〉）
- エグゼクティブ・デシジョン（ジェーン〈ハル・ベリー〉）※ソフト版
- エメラルドミスト（クローディア・ベッカー）
- オーシャンズ12（イザベル・ラヒリ〈キャサリン・ゼタ＝ジョーンズ〉）※日本テレビ版
- 王様のためのホログラム（ザーラ・ハキム〈サリタ・チョウドリー〉）
- おかしな二人2（ホリー〈ジーン・スマート〉）
- おとなの恋には嘘がある（マリアンヌ〈キャサリン・キーナー〉）
- 踊るマハラジャ★NYへ行く（レクシー〈マリサ・トメイ〉）
- カーサ・エスペランサ 〜赤ちゃんたちの家〜（アイリーン）
- 彼女を見ればわかること（キャシー・ファーバー〈エイミー・ブレネマン〉）
- から騒ぎ（ヒーロー〈ケイト・ベッキンセイル〉）
- 華麗なるギャツビー（デイジー・ブキャナン〈ミラ・ソルヴィノ〉）
- カンザス・シティ（キャロリン・スティルトン〈ミランダ・リチャードソン〉）
- 奇跡の旅2/サンフランシスコの大冒険（デライラ〈カーラ・グギノ〉）
- キャリントン（ドーラ・キャリントン〈エマ・トンプソン〉）
- 恐怖の報酬（リンダ〈ヴェラ・クルーゾー〉）※テレビ東京版
- 九龍帝王（テレサ〈ジョイ・ウォン〉）※VHS版
- クラッシュ!!!（ペニー）
- グリーン・デスティニー（ユー・シューリン〈ミシェル・ヨー〉）※テレビ朝日版
- グリーンマイル（ジャン・エッジコム〈ボニー・ハント〉）※フジテレビ版
- クロスゲージ（ヴィクトリア・コンスタンティーニ医師〈ジル・ヘネシー〉）
- クロッシング（モニカ・リッチ刑事）
- コール（シェリル〈コートニー・ラブ〉）
- 恋する遺伝子（リズ〈マリサ・トメイ〉）※ソフト版
- 恋は突然に。（モーリーン〈ジュリエット・ルイス〉）
- ゴッドファーザー（ケイ・アダムス〈ダイアン・キートン〉）※DVD・BD版
- ゴッドファーザー PART II（ケイ・アダムス〈ダイアン・キートン〉）※DVD・BD版
- 西遊記リローデッド（ロー・ピン〈クララ・ウェイ〉）
- サイレントノイズ（サラ・テイト〈デボラ・カーラ・アンガー〉）
- サスペクト・ゼロ（フラン・クーロック〈キャリー＝アン・モス〉）
- サスペリア（マダム・ブラン〈ティルダ・スウィントン〉）
- ザ・フェイス（ジャニス〈ジェニファー・ルービン〉）
- サマー・オブ・サム（グロリア〈ビビ・ニューワース〉）
- さらば、わが愛/覇王別姫（チューシェン〈コン・リー〉）
- シークレット・アイズ（ジェシカ・コブ〈ジュリア・ロバーツ〉）
- シカゴ（リズ〈スーザン・マイズナー〉）
- ジャッカル（イザベラ・サンコーナ〈マチルダ・メイ〉）※日本テレビ版
- ジャック（カレン・パウエル〈ダイアン・レイン〉）※フジテレビ版
- シャフト（カーメン〈ヴァネッサ・ウィリアムス〉）
- 上海の伯爵夫人（ソフィア・ベリンスカヤ伯爵夫人〈ナターシャ・リチャードソン〉）
- 10億分の1の男（サラ）
- ジュラシック・ワールド/新たなる支配者（エリー・サトラー〈ローラ・ダーン〉[19]）※ザ・シネマ版
- 女医（キャシー・ハンター〈ヴァネッサ・ウィリアムス〉）
- 女子高生サバイバル・ドライブ（ドライバー）
- ジョニー・イングリッシュ 気休めの報酬（ケイト・サマー〈ロザムンド・パイク〉）
- シルバーホーク（ルル・ウォン〈ミシェル・ヨー〉）
- シンプル・プラン（サラ〈ブリジット・フォンダ〉）
- 親密すぎるうちあけ話（アンナ・ドゥランブル〈サンドリーヌ・ボネール〉）
- スカーレット・ディーバ（ヴェロニカ）
- スクリーマーズ（ジェシカ・ハンソン〈ジェニファー・ルービン〉）※VHS版
- スターシップ・トゥルーパーズ（カルメン・イバネス〈デニス・リチャーズ〉）※ソフト版
- スタートレックIV 故郷への長い道（ジリアン・テイラー博士〈キャサリン・ヒックス〉）※ソフト版
- ストーカー（ニーナ〈コニー・ニールセン〉）
- スパイ・ゲーム（グラディス・ジェニップ〈マリアンヌ・ジャン＝バプティスト〉）※テレビ東京版
- スピードキング（ニナ・テンゲ）
- スペース カウボーイ（サラ・ホランド〈マーシャ・ゲイ・ハーデン〉）※ソフト版
- セーヌ川の水面の下に[20]
- 世界侵略: ロサンゼルス決戦（ミッシェル〈ブリジット・モイナハン〉）
- 世界にひとつの金メダル（アルレット〈マリー・ビュネル〉[21]）
- SET IT OFF（ストーニー〈ジェイダ・ピンケット・スミス〉）
- センター・オブ・ジ・アース ワールド・エンド（エミリー〈ディディ・ファイファー〉）
- センター・オブ・ジ・アース（マーサ・デニソン）
- そして、私たちは愛に帰る（イェテル）
- ソルジャー（サンドラ〈コニー・ニールセン〉）※フジテレビ版
- ダーク・スティール（ジャネル・ホーランド〈カンディ・アレキサンダー〉）
- ダークナイト（バーバラ・ゴードン〈メリンダ・マックグロウ〉）※テレビ朝日版
- ダーク・ブルー（スーザン〈タラ・フィッツジェラルド〉）
- タービュランス2（ジェシカ〈ジェニファー・ビールス〉）
- ターミネーター2018（アリーヤ）
- タイタニック（リジー・カルバート〈スージー・エイミス〉）※ソフト版・フジテレビ版・日本テレビ版
- タイタニック2012（キム・パターソン〈ブルック・バーンズ〉）
- タイタンズを忘れない（キャロル・ブーン〈ニコール・アリ・パーカー〉）
- タイフーン/TYPHOON（チェ・ミョンジュ）
- 太陽の雫（キャロル〈デボラ・カーラ・アンガー〉）
- 007/カジノ・ロワイヤル（ソロンジュ・ディミトリオス〈カテリーナ・ムリーノ〉）※テレビ朝日版
- ダブルチーム（キャサリン・クイン〈ナターシャ・リンディンガー〉）※テレビ朝日版
- タワーリング・インフェルノ（スーザン・フランクリン〈フェイ・ダナウェイ〉）※BSジャパン版
- チェリー2000（エディス・“E”・ジョンソン〈メラニー・グリフィス〉）
- 父、帰る（母）
- チビッ子ギャング台風（マグノリア・”ダスティ“・クライズデール〈スーザン・クラーク〉）
- チャーリーとチョコレート工場（バケット夫人〈ヘレナ・ボナム＝カーター〉）※劇場公開版
- チャイルド・ゲーム（マリアンヌ・フォレル〈カリン・ヴィアール〉）
- チャック・ノリス in 地獄の銃弾（エリザベス・テラー〈ジョアンナ・パクラ〉）
- 調教師（ヘレン）
- チンパンジー・ジェニー（パメラ・プレンティス博士〈シェリル・リー・ラルフ〉）
- 沈黙の奪還（アーニャ〈エヴァ・ホープ〉）
- 沈黙の要塞（ライルズ〈シャリ・シャタック〉）※テレビ朝日版
- ツタン・カーメンの秘宝 失われた王宮/太陽の王子（アゼリア・バラカット〈レオノア・ヴァレラ〉）
- D-TOX（ジェニー〈ポリー・ウォーカー〉）※テレビ東京版
- ディープ・リミット 限界深度（イレーネ〈イザベラ・スコルプコ〉）
- デイビー・クロケット/鹿皮服の男（ポリー・クロケット〈ヘレーネ・スタンリー〉）
- デッドライン 報復の導火線（エイミー・ジェニングス大尉〈テレサ・ランドル〉）
- デッドライン2 爆炎の彼方（エイミー・ジェニングス大尉〈テレサ・ランドル〉）
- テルマエ・ロマエ
- デビル・ストレンジャー（ジョーニー〈レスリー・ビブ〉）
- DENGEKI 電撃（マルケイヒー〈ジル・ヘネシー〉）※日本テレビ版
- デンジャラス・ラン（キャサリン・リンクレイター〈ヴェラ・ファーミガ〉）※BSジャパン版
- デンバーに死す時（ダグニー〈ガブリエル・アンウォー〉）
- 電話で抱きしめて（イヴ〈メグ・ライアン〉）
- トゥー・ブラザーズ（マチルド・ノルマンダン〈フィリピーヌ・ルロワ＝ボリュー〉）
- 特殊部隊フォースメジャー/ハイジャック殲滅作戦（タマラ・クランシー）
- ドラキュリアIII 鮮血の十字架（ジュリア）
- ドンファン（ドンナ・アナ〈ジェラルディン・ペラス〉）
- ナイトウォッチ（マリー〈ローレン・グレアム〉）
- ナイスガイ（ダイアナ）※ソフト版
- 9デイズ（ニコール）※フジテレビ版
- ナッティ・プロフェッサー2 クランプ家の面々（デニース・ゲインズ教授〈ジャネット・ジャクソン〉）※ソフト版
- ナンバー23（アガサ・スパロウ / ファブリツィア〈ヴァージニア・マドセン〉）
- 200本のたばこ（モニカ〈マーサ・プリンプトン〉）
- ニューヨーク 最後の日々（ヴィクトリア・グレイ〈キム・ベイシンガー〉）
- ニューヨーク大地震（ローラ・ライカー〈シンシア・ギブ〉）
- ノッティングヒルの恋人（ベラ〈ジーナ・マッキー〉）※ソフト版
- ノンフィクション（ジャンヌ・マルクス）
- バーチャル・ウォーズ3（カレン〈ミミ・ロジャース〉）
- ハート・オブ・ウーマン（ジジ〈ローレン・ホリー〉）※日本テレビ版
- パープルストーム 紫雨風暴（シャーリー・クワン〈ジョアン・チェン〉）
- バイオハザード（衛生兵〈リズ・メイ・ブライス〉）※フジテレビ版
- 背信の行方（セシリア〈キャサリン・キーナー〉）
- ハイド・アンド・シーク 暗闇のかくれんぼ（キャサリン〈ファムケ・ヤンセン〉）※ソフト版
- バジル（アグネス）
- 裸のマハ（アルバ公爵夫人〈アイタナ・サンチェス＝ギヨン〉）
- 8月の家族たち（バーバラ・ウェストン〈ジュリア・ロバーツ〉）
- バックラッシュ（スカイ・ゴールド〈ダニエル・ブルジオ〉）
- バットマン リターンズ（セリーナ・カイル / キャットウーマン〈ミシェル・ファイファー〉）※テレビ朝日版のWOWOW追加収録部分
- ハッピー・フライト（シェリー〈ケリー・プレストン〉）
- バロウズの妻（ジョーン・バロウズ〈コートニー・ラブ〉）
- バンジージャンプする
- ハンナ・モンタナ/ザ・ムービー（ローレライ）
- 秘密と嘘（ホーテンス〈マリアンヌ・ジャン＝バプティスト〉）
- ファイティング×ガール（ジャッキー・カレン〈メグ・ライアン〉）
- ファイナル・デスティネーション（ヴァレリー・ロートン〈クリステン・クローク〉）※ソフト版
- 15ミニッツ（ニコレット〈メリーナ・カナカレデス〉）※ソフト版
- フォルテ（ユージニー〈アンディ・マクダウェル〉）
- ふたりの男とひとりの女（アイリーン〈レネー・ゼルウィガー〉）
- 不法執刀（クレア〈アンジェリーナ・ジョリー〉）
- 不滅の恋/ベートーヴェン（ジュリエッタ〈ヴァレリア・ゴリノ〉）
- フライトナイト2（ジェリー〈ジェイミー・マーレイ〉）
- ブラック・リバー（マンディ・プルーラ〈アン・キューザック〉）
- ブラッド・ワーク（グラジェラ〈ワンダ・デ・ジーザス〉）※ソフト版
- フリーマネー（カレン・ポラスキー〈ミラ・ソルヴィノ〉）
- プリズン・エンジェルズ（メイ）
- ブレイド（カレン・ジェンソン〈ウンブッシュ・ライト〉）※ソフト版
- F.L.E.D./フレッド（コーラ〈サルマ・ハエック〉）
- フロム・ダスク・ティル・ドーン3（メアリー・ニューリー〈レベッカ・ゲイハート〉）
- フロンティア（ジルベルト）
- ブロンドジャンクション（ジェイン）
- ページマスター（クレア・タイラー）
- ヘイル、シーザー!（ソーラ・サッカー、セサリー・サッカー〈ティルダ・スウィントン〉）
- ベッドタイム・ストーリー（ウェンディ〈コートニー・コックス〉）
- ヘブンズ・プリズナー（クローデット〈テリー・ハッチャー〉）※VHS版
- ボーン・アルティメイタム（パメラ・ランディ〈ジョアン・アレン〉）※フジテレビ版
- ホーンテッド（マリー〈アナスタシア・ヒル〉）
- ボイスレター（リタ〈ジーヤ・カリディス〉）※ソフト版
- ポストマン（アビー〈オリヴィア・ウィリアムズ〉）※フジテレビ版
- ボルケーノ（エイミー・バーンズ〈アン・ヘッシュ〉）※ソフト版
- ポルターガイスト（エイミー・ボーウェン〈ローズマリー・デウィット〉）
- マーキュリー・ライジング（ステイシー〈キム・ディケンズ〉）※ソフト版
- マーサ、あるいはマーシー・メイ（ルーシー〈サラ・ポールソン〉）
- マーダー・ライド・ショー（マザー・ファイアフライ〈カレン・ブラック〉）
- マイファミリー・ウェディング（ソニア・ラミレス〈ダイアナ・マリア・リーヴァ〉）
- マシニスト（マリア〈アイタナ・サンチェス＝ギヨン〉）
- 真夏の出来事（ナタリー〈キャメロン・ディアス〉）
- マネー・トレイン（グレース〈ジェニファー・ロペス〉）※テレビ朝日版
- マリッジ・ストーリー（ノラ〈ローラ・ダーン〉）
- マンハッタンで抱きしめて（ジュディス・ムーア〈ホリー・ハンター〉）
- ミーシャ・バートンの Sex in Ohio（プリシラ・チェイス〈パーカー・ポージー〉）
- Mr.3000（モリーン・シンプソン〈アンジェラ・バセット〉）
- Mr.マグー（ルアン〈ケリー・リンチ〉）
- ミステリー、アラスカ（メリージェーン・ピッチャー〈ロリータ・ダヴィドヴィッチ〉）
- ミッドナイトヒート（レナ〈トレイシー・トゥイード〉）※テレビ東京版
- ミニー・ゲッツの秘密（シャーロット〈クリステン・ウィグ〉）
- 身代金（マリス〈リリ・テイラー〉）※テレビ朝日版
- ミュージック・オブ・ハート（イザベル・ヴァスケス〈グロリア・エステファン〉）
- ミラーマスク（母親 / 白の女王 / 闇の女王〈ジーナ・マッキー〉）
- メガ・パイソンVSギガント・ゲイター（ニッキー〈デボラ・ギブソン〉）
- メジャーリーグ3（マギー）
- ものすごくうるさくて、ありえないほど近い（アビー・ブラック〈ヴィオラ・デイヴィス〉）
- ライフ・オブ・パイ/トラと漂流した227日（ジータ・パテル〈タッブー〉）
- ラヴェンダーの咲く庭で（オルガ・ダニロフ〈ナターシャ・マケルホーン〉）
- ラスト・アンドロイド（キイ〈ガブリエラ・ベネスク〉）
- ラストサマー（メリッサ・"ミッシー"・イーガン〈アン・ヘッシュ〉）※ソフト版
- ラストマン・スタンディング（ルーシー〈カリーナ・ロンバード〉）※テレビ朝日版
- 乱気流/グランド・コントロール（スーザン〈ケリー・マクギリス〉）※新ソフト版
- 乱気流/タービュランス（レイチェル・テーパー〈レイチェル・ティコティン〉）※VOD版
- ランダム・ハーツ（ペイトン〈スザンナ・トンプソン〉）※ソフト版
- リザレクション（ララ）
- 理想の結婚（メイベル・チルターン〈ミニー・ドライヴァー〉）
- レセ・パセ 自由への通行許可証（シモーヌ・ドヴェーヴル）
- RED/レッド（サラ・ロス〈メアリー＝ルイーズ・パーカー〉[22]）
- REDリターンズ（サラ・ロス〈メアリー＝ルイーズ・パーカー〉）
- レッド・ワン（ミセスクロース〈ボニー・ハント〉[23]）
- 恋愛小説家（キャロル・コネリー〈ヘレン・ハント〉）※BD版
- RAW 少女のめざめ（ジュスティーヌの母〈ジョアンナ・プレス〉）
- ローラーガールズ・ダイアリー（アイアン・メイビン〈ジュリエット・ルイス〉）
- RONIN（ディアドラ〈ナターシャ・マケルホーン〉）※テレビ朝日版
- ロスト・ドーター（レダ・カルーソ〈オリヴィア・コールマン〉）
- ロッキー3（エイドリアン〈タリア・シャイア〉）※日本テレビ版
- ROCK YOU!（鍛冶屋ケイト〈ローラ・フレイザー〉）※ソフト版
- ロンリーハート（マーサ・ベック〈サルマ・ハエック〉）
- ワイルド・スピードX2（モニカ・フエンテス〈エヴァ・メンデス〉）※テレビ朝日版
- わが心の友 愛犬デヴォン（マーゴ〈エリザベス・マーヴェル〉）
- 私が愛したヘミングウェイ（マーサ・ゲルホーン〈ニコール・キッドマン〉）
- ワンス・アンド・フォーエバー（ジュリー・ムーア〈マデリーン・ストウ〉）※フジテレビ版

#### ドラマ
- アイ・ラブ・ディック（クリス・クラウス〈キャスリン・ハーン〉）
- アガサ・クリスティーの蒼ざめた馬（ハーシア）
- アガサ・クリスティー ミス・マープル 青いゼラニウム（ヘイゼル・インストウ）
- アストリッドとラファエル 文書係の事件録（アンヌ・ラングレ〈ヴァレリー・カプリスキー〉）
- アメリカン・ゴシック（ゲイル・エモリー〈ペイジ・ターコー〉）
- アリー my Love（レネ・ラディック〈リサ・ニコル・カールソン〉）
- ある結婚の風景（ケイト〈ニコール・ベハーリー〉[24]）
- インヴェイジョン 侵略（キャシー・ウィンスロー〈レベッカ・ゲイハート〉）
- WITHOUT A TRACE/FBI 失踪者を追え!（マリア・マローン）
- エージェント・オブ・シールド（ロザリンド・プライス〈コンスタンス・ジマー〉）
- エクスタント（サム・バートン〈カムリン・マンハイム〉）
- NCIS: ニューオーリンズ（リタ・デヴェロー法務官〈チェルシー・フィールド〉[25]）
- エバーウッド 遥かなるコロラド（リンダ・アボット〈マーシャ・クロス〉）
- 奥さまは首相 〜ミセス・プリチャードの挑戦〜（ミランダ）
- 巌窟王〜モンテ・クリスト伯（メルセデス・ドゥ・モルセール〈オルネラ・ムーティ〉）
- 騎馬警官 シーズン1 #4（ステファニー・キャボット〈テリー・ポロ〉）
- 宮廷女官チャングムの誓い（チェ・グミョン〈ホン・リナ〉）
- 救命医ハンク3 セレブ診療ファイル（ジュリー・シャープ）
- 恐竜SFドラマ プライミーバル 第3章（クリスティン・ジョンソン〈ベリンダ・スチュアート・ウィルソン〉）
- クリミナル・マインド FBI行動分析課（エル・グリーナウェイ〈ローラ・グラウディーニ〉）
- グレイズ・アナトミー 恋の解剖学（シドニー・ヘロン）
- クレオパトラ（クレオパトラ）
- クローザー（ブレンダ・ジョンソン〈キーラ・セジウィック〉）
- ケース・センシティブ 静かな殺人（チャーリー・ゼイラー〈オリヴィア・ウィリアムズ〉）
- 刑事ヴィスティング〜殺人鬼の足跡〜（ヴェッティ〈イリーナ・アイツヴォル・トゥイエン〉[26]）
- 刑事ジョー パリ犯罪捜査班（ベアトリス・ドルモン〈オーラ・ブラディ〉）
- 刑事ナッシュ・ブリッジス（ステイシー・ブリッジス）
- コールドケース7 ザ・ファイナル（レティシア）
- 恋するインターン（バンダーリ〈ネカー・ザデガン〉）
- 高慢と偏見（エリザベス・ベネット〈ジェニファー・イーリー〉）
- ゴシップガール（エリザベス・フィッシャー〈ローラ・ハリング〉）
- 殺人の足跡 マーダーランド（サリー・ウォルシュ〈ルーシー・コウ〉）
- ザッツ・ライフ - リディアの人生ゲーム（リディア・デ・ルッカ〈ヘザー・ペイジ・ケント〉）
- ザ・ディープ 深海からの脱出（フランシス・ケリー〈ミニー・ドライヴァー〉）
- サバヨミ大作戦!（ダイアナ〈ミリアム・ショア〉[27]）
- CSI:ニューヨーク5（ジーリン〈ジュリア・オーモンド〉）
- ジャーナリスト事件簿 〜匿名の影〜（エヴァ・ヴェロス〈イングイェルド・エーゲベルク〉）
- 主任警部アラン・バンクス2（メアリー・ロスウェル）
- 主任警部モース キドリントンから消えた娘（シーラ・フィリップソン）
- 新アウターリミッツ（ブリー〈ニコール・デ・ボア〉、ジョアン・シャープ〈キャサリン・メアリー・スチュワート〉、テレサ・マクフィー〈ジェシカ・ランディ〉、タラ〈サラ・ストレンジ〉、ホープ、マリー・ウェルズ〈サマンサ・マシス〉、アリッサ・セルウィン〈トーリ・ヒギンソン〉、ミーガン、ウェザーマン〈レスリー・ホープ〉）
- スタートレック:ディープ・スペース・ナイン シーズン6 #25（リサ・キューザック〈デブラ・ウィルソン〉）
- セックス・エデュケーション（ジーン・ミルバーン〈ジリアン・アンダーソン〉）
- 第一容疑者4 消えた幼児（スーザン・コヴィントン）
- 大草原のかなたに - ローラ・ワイルダー物語（ローラ・インガルス）
- たったひとつの愛（デイナ）
- デスパレートな妻たち（ベティ・アップルワイト〈アルフレ・ウッダード〉）
- デッド・トゥ・ミー 〜さようならの裏に〜（ジェン・ハーディング〈クリスティナ・アップルゲイト〉）
- テラノバ/Terra Nova（ミラ）
- 24:レガシー（レベッカ・イングラム〈ミランダ・オットー〉）
- となりのサインフェルド（スーザン）
- トワイライト・ゾーン2 #7 「人間の顔」（バーバラ〈ジェナ・エルフマン〉）
- ナルコス（コニー〈ジョアンナ・クリスティ〉）
- バーン・ノーティス 元スパイの逆襲（カーラ、アイン）
- バッファロー・ガールズ（ドーラ・デュフラン〈メラニー・グリフィス〉）※ソフト版
- 4400 未知からの生還者（アラーナ・マレーヴァ〈カリーナ・ロンバード〉）
- ふたりはお年ごろ（メイシー・カールソン〈クレア・ケアリー〉）
- ふたりは最高!ダーマ&グレッグ シーズン3 #12（サラ）
- ブラザーズ&シスターズ（ローズ）
- プリズン・ブレイク（スーザン・B・アンソニー / グレッチェン・モーガン〈ジョディ・リン・オキーフ〉）
- プリティ・リトル・ライアーズ（エラ・モンゴメリー〈ホリー・マリー・コームズ〉）
- フレンズ（キャシー〈パジェット・ブリュースター〉）
- BONES シーズン6 #21（ミーチャム）
- 亡国のスパイ～かくも親密な裏切り～(リリー・トーマス<アンナ・マックスウェル・マーティン>)(WOWOW)
- マードック・ミステリー 〜刑事マードックの捜査ファイル〜（マダム・エティ・ウェストン）
- MACGYVER/マクガイバー シーズン2 #3（ヴェラ・カザコワ）
- 魔術師 MERLIN（ヘレン〈イヴ・マイルズ〉）
- ミズ・マーベル（ディーバー）
- ミディアム7 最終章（スザンナ・コリングス）
- 名探偵ポワロ ※NHK版
  - 白昼の悪魔（アレーナ・スチュアート）
  - 三幕の殺人（ミュリエル・ウィルズ）
- 欲望という名の電車（ステラ、トロール/カトリーナ）
- リベンジ（ヴィクトリア・グレイソン〈マデリーン・ストウ〉）
- レリックハンター - 秘宝を探せ（シドニー）
- LAW & ORDER:性犯罪特捜班（エレン・トラヴィス）
- ロズウェル - 星の恋人たち（ヴァネッサ・ウィテカー）
- LOST（リビー〈シンシア・ワトロス〉）
- ロック、ストック&フォー・ストールン・フーヴズ（ローラ）
- ロマノフ家の末裔 〜それぞれの人生〜 第4話「秘密の重み」（ジュリア・ウェルズ〈アマンダ・ピート〉）
- 私はラブ・リーガル
  - シーズン1 #12（クリスティ・タルボット〈ブルック・バーンズ〉）
  - シーズン3 #9（オードリー・フォーリー博士〈カリ・ローシャ〉）

#### アニメ
- キリクと魔女（キリクの母）
- ケンタウロスワールド（ウォーターベイビー）
- スター・ウォーズ:テイルズ・オブ・ジェダイ（パヴ＝ティ）
- DC がんばれ!スーパーペット（ララ[28]）
- ティム・バートンのコープスブライド（コープスブライド / エミリー）
- ティンカー・ベル（フェアリーメアリー）
- ティンカー・ベルと月の石（フェアリー・メアリー）
- 長ぐつをはいたネコ（イメルダ）
- ピクシー・ホロウ・ゲームズ 妖精たちの祭典（フェアリーメアリー）
- マイ・エレメント（ブルック[29]）

### テレビアニメ
1997年
- EAT-MAN（リリ・スワンソン）

1998年
- 名探偵コナン（1998年 - 2005年、三枝恭子、中村操、下田千加、泰山薫、堆沙利奈）
- LEGEND OF BASARA（茶々）

2000年
- 金田一少年の事件簿（巽海なぎさ）

2001年
- テニスの王子様（華村葵）

2002年
- 東京アンダーグラウンド（ハンナ）

2003年
- それいけ!アンパンマン（2003年 - 2008年、やつはしさん、けしごむ先生〈4代目〉）

2004年
- KURAU Phantom Memory（アヤカの母）

2005年
- 甲虫王者ムシキング 森の民の伝説（リンダ）
- 絶対少年（逢沢淳子）

2006年
- 金色のコルダ〜primo passo〜（浜井美沙）
- 彩雲国物語（2006年 - 2007年、胡蝶） - 2シリーズ
- Strawberry Panic（シスター浜坂）
- 遊☆戯☆王デュエルモンスターズGX（エメラルダ）
- 妖怪人間ベム（第2作）（ベラ）

2008年
- Yes!プリキュア5GoGo!（アナコンディ）
- ウルトラヴァイオレット コード044（マチルダ）
- 黒塚 KUROZUKA（花月）
- 絶対可憐チルドレン（野上マリ）
- 魔法遣いに大切なこと 〜夏のソラ〜（ピストルピノコ・ママ）

2009年
- 空中ブランコ（熊谷）
- 真マジンガー 衝撃!Z編 on television（あしゅら男爵〈女〉 / イゾルデ）
- マリア様がみてる 4thシーズン（瞳子の母）
- ミチコとハッチン（シナーラ）

2010年
- 刀語（真庭鴛鴦）
- 屍鬼（尾崎孝江）
- RAINBOW-二舎六房の七人-（リリィ）

2011年
- X-MEN（エマ・フロスト）
- TIGER & BUNNY（オリガ）
- 遊☆戯☆王ZEXAL（風也の母）

2012年
- 新世界より（小松崎品代）

2013年
- ドキドキ!プリキュア（おおとり環）

2018年
- 伊藤潤二『コレクション』（玉枝おばさん）

2021年
- RE-MAIN（森谷志満子）

2023年
- 川越ボーイズ・シング（梅田梅）

2024年
- BEYBLADE X（村長）

### 劇場アニメ
2001年
- 千と千尋の神隠し

2005年
- 劇場版 テニスの王子様 跡部からの贈り物 〜君に捧げるテニプリ祭り〜（華村葵）

2009年
- サマーウォーズ（三輪直美）

2010年
- 劇場版“文学少女”（美羽の母）

2012年
- アシュラ（藤乃）
- チベット犬物語 〜金色のドージェ〜（メイドラム）

2015年
- 映画 Go!プリンセスプリキュア Go!Go!!豪華3本立て!!! パンプキン王国のたからもの（お妃様） - 秋之桜子名義で脚本も担当

2018年
- 未来のミライ

2020年
- ククリレイジュ -三星堆伝奇-（オリブ）

### OVA
- 鉄拳 -TEKKEN-（1998年、アンナ・ウィリアムズ）
- sin THE MOVIE（2000年、エレクシス・シンクレア）
- “文学少女”メモワールII -ソラ舞う天使の鎮魂曲-（2010年、美羽の母）
- SUPERNATURAL: THE ANIMATION（2011年、カティ）
- 鬼平〜その男、長谷川平蔵〜（2017年、おとよ）

### Webアニメ
- 無限の住人-IMMORTAL-（2020年、志摩）

### ゲーム
- スター・ウォーズ ギャラクティック・バトルグラウンド（2002年、セヴランス・タン）
- 第2次スーパーロボット大戦Z 破界篇 / 再世篇（2011年 - 2012年、あしゅら男爵〈女〉） - 2作品
- テイルズ オブ エクシリア（2011年、キャリー・I・ファン）
- スーパーロボット大戦BX（2015年、あしゅら男爵〈女〉）
- スーパーロボット大戦V（2017年、あしゅら男爵〈女〉）
- デトロイト ビカム ヒューマン（2018年、ローズ・チャップマン）

### ボイスオーバー
- 地球ドラマチック「ビッグベン 世紀の大修復プロジェクト」

### ラジオ
- 青春アドベンチャー
  - 『モンテ・クリスト伯』（NHK-FM）
  - 『着陸拒否』（NHK-FM）
  - 『封神演義第二部』（NHK-FM）
  - 『翼はいつまでも』（NHK-FM）
  - 『ラジオ・キラー』 (NHK-FM)
  - 『ヤッさん』（NHK-FM）
- FMシアター （NHK-FM）
  - 『100億分の1のオトン』（2018年4月14日）[35] - マキコ（オカン） 役
- 朗読（NHKラジオ第2） - 朗読
  - 『織田作之助作品集』（2018年1月8日 - 2月2日） - 全20回、「夫婦善哉（9回）」「続夫婦善哉（5回）」「（6回）」[36]
  - 林芙美子著『浮雲』（2019年7月29日 - 9月13日、2020年1月6日 - 2月21日） - 前編35回、後編35回[37][38]
  - 『谷崎潤一郎作品集』（2021年1月4日 - 3月26日） - 全60回、「痴人の愛（48回）」「秘密（5回）」「二人の稚児（7回）」[39]
    - 「痴人の愛」を「朗読の世界」にて全50回で再放送（2023年8月28日 - 11月3日、NHK-FM）[40][41]

  - 『岡本かの子作品集』（2022年1月24日 -  2月18日） - 全20回、「老妓抄」「混沌未分」「金魚撩乱」[42]
- 村上春樹を読む「ドライブ・マイ・カー」 〜短編集「女のいない男たち」より〜（2022年8月8日[43] - 26日、NHKラジオ第1） - 全15回で短編2作を放送、そのうち「イエスタデイ」7回を朗読（8月18日から）[44]
  - 『村上春樹短編集』として「朗読の世界」にて再放送（2024年1月22日 - 2月9日、NHK-FM）[45][46]

### 舞台
- 兄妹どんぶり（劇団道学先生、2024年）[47]
- ジャニス（Room NO.925、2025年公演予定）[48]

## 脚本・脚色

### 舞台
- 羽衣1011全公演
- 西瓜糖公演全公演
- うなね物語（神南スタジオ）
- 森のここドコ 夢の羽（座☆IIE、2009年）
- Birthday（2009年、Pal's Sharer）
- Birthday!!（2009年、G-up side.B session）
- サンタクロースの作り方（2010年、G-up side.B session）
- 猿（G-up、10年）
- 瞼のハハハ（座☆IIE、2011年）
- 蟻（UNKS、2011年）
- 暗いところで待ち合わせ(脚色、劇団昴ザ・サード・ステージ、2012年)
- 乙一を読む!(脚色、劇団昴ザ・サード・ステージ、2013年)
- BLUE（脚色、劇団昴ザ・サード・ステージ、2014年）
- 夢邪想（花組芝居、2014年）
- 星の塵屑ペラゴロリ（椿組、2015年）
- ミュージカル シンドバッドの冒険（わらび座、2016年）
- かえる（西瓜糖、2024年）[49]

### Webドラマ
- おじぎ30度シリーズ（2006年）

### ラジオドラマ
- FM小田原ラジオドラマシリーズ（2007年）

## 著作

### 小説
- 物語 Go!プリンセスプリキュア 花とレフィの冒険（講談社KK文庫）

### 初出話一覧
1. ↑  第46話初出